# Jąderko

Schemat budowy jądra komórkowego
1 – błona jądrowa, 2 – jąderko, 3 – nukleoplazma, 4a – heterochromatyna, 4b – euchromatyna, 5 – rybosomy, 6 – pory jądrowe

Jąderko – ultraelement jądra komórkowego odpowiedzialny za syntezę RNA, głównie rRNA. Jakościowo stanowi zagęszczenie chromatyny. W trakcie podziału komórkowego jąderko zanika. Można to uzasadnić zablokowaniem transkrypcji genów kodujących rRNA, ponieważ wtedy chromosomy ulegają kondensacji. Ponownie odtwarzane jest (za pomocą organizatorów jąderkotwórczych NOR) po zakończeniu segregacji chromosomów w telofazie.
Jąderko tworzone jest z obszaru jąderkotwórczego (NOR); u człowieka występuje 10 NOR-ów (znajdujących się na ramionach krótkich chromosomów par 13, 14, 15, 21 i 22), a np. u świni 4 NOR-y.
Jąderko jest luźno zawieszone w kariolimfie. Nie jest obłonione, w czym przypomina rybosom.

## Składniki jąderka
Aktywne transkrypcyjnie jąderko składa się z:
- centrów włóknistych (FC, z ang. fibrillar centers) – zlokalizowane są w nich geny kodujące rRNA
- gęstego składnika włóknistego (DFC, z ang. dense fibrillar component) – utworzony jest z włókien o średnicy 4–5 nm i długości do 50 nm, gęsto upakowanych w pasma i często otaczających ośrodki włókniste
- składnika ziarnistego (GC, z ang. granular component) – tworzą go ziarna o średnicy 15–20 nm w postaci pól wymieszanych z gęstym składnikiem włóknistym
- chromatyny związanej z jąderkiem (NAC, z ang. nucleolar associated chromatine)
- wakuol jąderkowych (NV, z ang. nucleolar vacuoles)

## Skład chemiczny
W jąderku zdrowej, nienowotworowej komórki stosunek głównych związków chemicznych kształtuje się następująco:
- białka:  ok. 90%, w tym:
  - enzymy (polimeraza RNA I, enzymy katalizujące metylację cząsteczek pre-rRNA i ich endonukleolitycznego rozszczepienia, ATPaza zależna od Mg2+, syntetaza NAD+)
  - białka regulatorowe (np. białka B23 i C23)
  - białka strukturalne (białka rybosomalne i związane z pre-rRNA)
  - białka szkieletowe
- RNA: 3–13%
- DNA: 3–18%

## Funkcje
Jąderko jest miejscem:
- syntezy podjednostek rybosomów[3];
- biogenezy i transportu małych RNA[3](głównie snoRNA i rRNA);
- regulacji cyklu komórkowego[3];

Ma też związek z odpowiedzią na stres.

## Typy jąderek
Można wyróżnić następujące typy strukturalno-czynnościowe jąderek:
- jąderka uformowane w nukleolonemę (jąderka gąbczaste) – znajdują się w większości komórek syntetyzujących jąderkowy RNA; struktury rybonukleoproteiny w takich jąderkach tworzą luźną gąbczastą strukturę
- jąderka zwarte – charakteryzuje je jednolite, ciasne ułożenie włókien i ziaren jąderkowych, zwykle wymieszanych. Najłatwiej uwidocznić je w jądrach młodych, szybko rosnących komórek
- jąderka zwarte z segregacją składników – w jąderku takim poszczególne składniki rybonukleoproteiny tworzą wyraźnie oddzielone od siebie strefy. W jąderkach tego typu nie zachodzi synteza rRNA
- jąderka pierścieniowate – charakteryzuje je obwodowe rozmieszczenie składników rybonukleoproteiny. Synteza RNA w takich jąderkach jest całkowicie zahamowana lub przebiega bardzo powoli, ale stan taki może być odwracalny
- mikrojąderka (jąderka resztkowe) – synteza RNA w takich jąderkach jest zahamowana; najczęściej widoczne są w starych komórkach, degenerujących